# Wyszomierz (województwo zachodniopomorskie)
Wyszomierz – wieś sołecka w Polsce, położona w województwie zachodniopomorskim, w powiecie goleniowskim, w gminie Nowogard.
| SIMC    | Nazwa             | Rodzaj  |
| ------- | ----------------- | ------- |
| 0780357 | Miękkie           | kolonia |
| 0780363 | Nowe Wyszomierki  | kolonia |
| 0780370 | Stare Wyszomierki | kolonia |

W latach 1975–1998 miejscowość należała administracyjnie do województwa szczecińskiego.
W miejscowości znajduje się przystanek kolejowy Wyszomierz.